# Куп СФР Југославије у рагбију 1960.
Куп СФР Југославије у рагбију 1960. је било 3. издање Купа комунистичке Југославије у рагбију. Играло се по правилима рагби лиге.
Трофеј је освојио Партизан.
Финале
| Рагби клуб Партизан | 38 – 21 | Змај Земун |
| ------------------- | ------- | ---------- |
|                     |         |            |

| Освајач Купа Југославије у рагбију 1960. |
| ---------------------------------------- |
| Рагби клуб Партизан 1. трофеј            |